# Marie-Hélène Verdier
Marie-Hélène Verdier, née à Poitiers, est poète, nouvelliste et essayiste française, professeur de lettres.

## Biographie
Marie-Hélène Verdier a passé sa jeunesse à Poitiers et à Aix-en-Provence. Elle a enseigné les lettres classiques au lycée parisien Louis-le-Grand.
Elle publie des articles dans divers organes d'information, notamment dans Le Point, Marianne, Le Figaro, Atlantico et Causeur et dans Boulevard Voltaire.

## Œuvres
Poésie
- Deux poèmes dans Poèmes de femmes, anthologie de Régine Deforges, Le Cherche midi, 2009,  (ISBN 978-2-7491-1208-4)
- Coulanes, éditions Librairie-Galerie Racine, 2006  (ISBN 2-243-04298-3)
- Sanguines, éditions Librairie-Galerie Racine, 2003
- Pieds-d'alouette, éditions Librairie-Galerie Racine, 2001  (ISBN 2-243-03772-6)
- Bois de cœur, Le Méridien éditeur, 1988  (ISBN 2-86366-139-6)
- Aiguail, éditions Saint-Germain-des-Prés, 1985  (ISBN 2-243-02732-1)
- L'Anneau de Saturne, éditions Saint-Germain-des-Prés, 1982  (ISBN 2-243-01654-0)
- Le Prince au lys, préface de Pierre Emmanuel, éditions Saint-Germain-des-Prés, 1980  (ISBN 2-243-01122-0)
- Le Cheval de la nuit, éditions Rico, 1972
- Le Fou au cœur rouge, éditions Rico, 1971  (ISBN 9-78-2-2430-4638-0)

Nouvelles et récits
- Francesca Romana, éditions Librairie-Galerie Racine, 2009  (ISBN 2-243-04423-4)
- La Rue de l'abbé Carton, éditions Librairie-Galerie Racine, 2004  (ISBN 2-243-04211-8)
- Le Grand Vénéré, Le Cherche midi, 1984  (ISBN 2-86274-052-7)
- Faire Dame en passant, éditions Librairie-Galerie Racine, 2017

Essais
- La guerre au français, éditions du Cerf, 2018, 144 p., 2018  (ISBN 9782204126762)
- La fabrique d'orphelins, éditions Pierre Téqui, 92 p., 2019  (ISBN 9782740321768)